# Wikipedia in swahili
La Wikipedia in swahili (Wikipedia ya Kiswahili), spesso abbreviata in sw.wiki, è l'edizione in lingua swahili dell'enciclopedia online Wikipedia.

## Storia
È stata aperta l'8 marzo 2003. Nell'agosto 2015 ha superato le 30 000 voci e il 23 giugno 2025 ha superato le 100 000 voci.

## Statistiche
La Wikipedia in swahili ha 100 084 voci, 198 853 pagine, 79 054 utenti registrati di cui 428 attivi, 15 amministratori e una "profondità" (depth) di 7 (al 6 luglio 2025).
È la 75ª Wikipedia per numero di voci ma, come "profondità", è la 66ª fra quelle con più di 100 000 voci (al 6 luglio 2025).